# 阿拉西塞尔克
阿拉西塞尔克，是西班牙加泰罗尼亚莱里达省的一个市镇。 总面积58平方公里，总人口400人（001年），人口密度7人/平方公里。